# Sławomir Brzoska

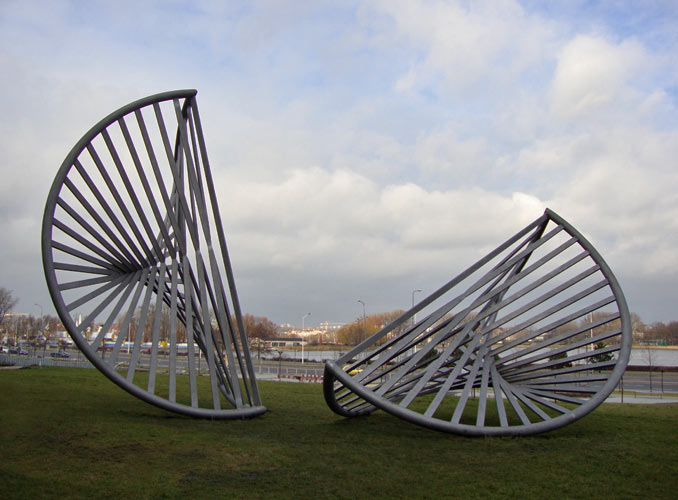
Rzeźba Transmutatio, Malta, Poznań 2011

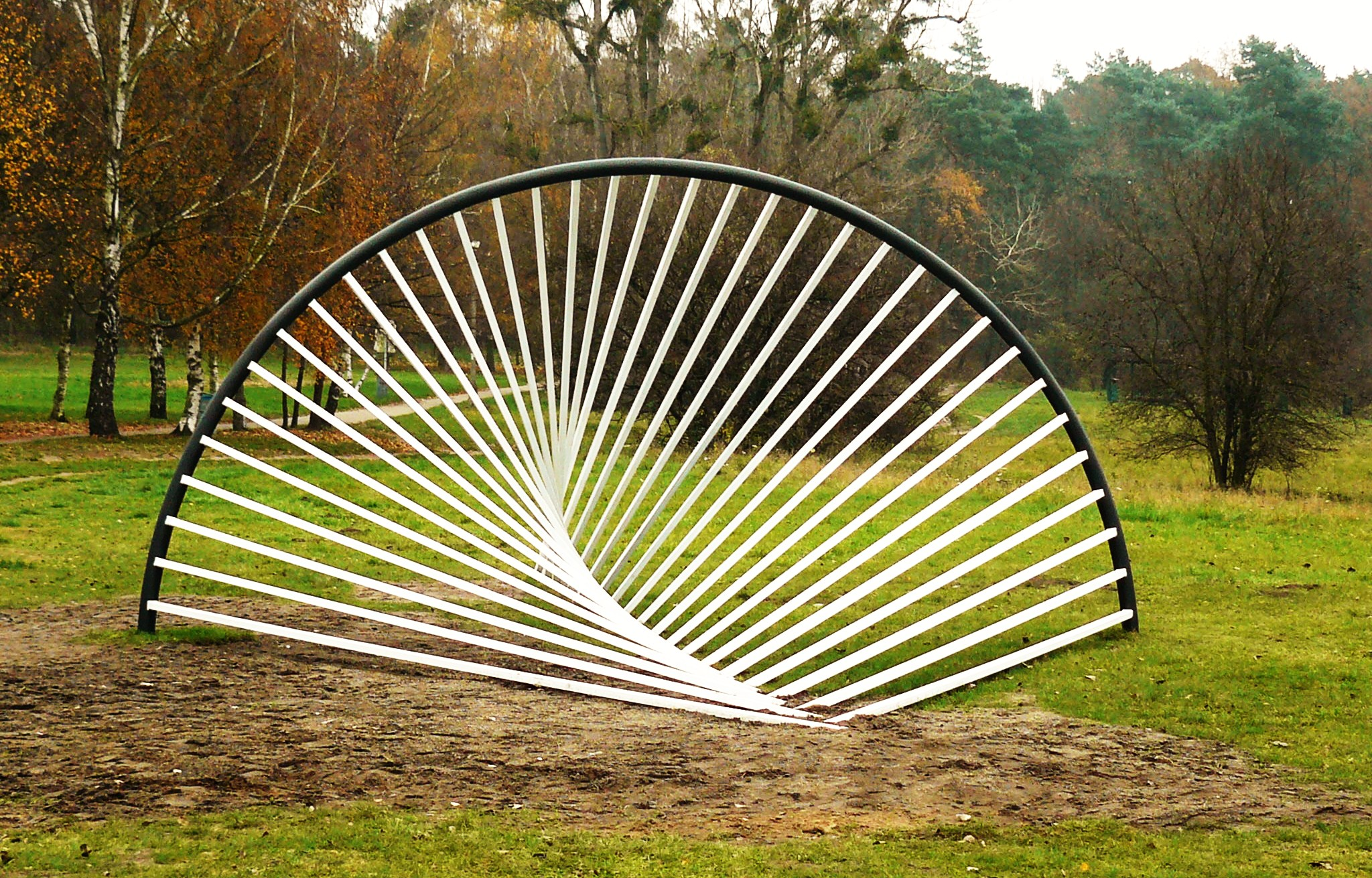
Rzeźba Axis nad jez. Strzeszyńskim w Poznaniu, 2014

Sławomir Brzoska (ur. 22 kwietnia 1967 w Szopienicach) – polski artysta współczesny, performer, podróżnik, od 5 grudnia 2011 profesor sztuk plastycznych. Prowadzi 9 Pracownię Działań Przestrzennych na Uniwersytecie Artystycznym w Poznaniu oraz Pracownię Działań Przestrzennych w Akademii Sztuk Pięknych w Katowicach. 

## Życiorys
W latach 1991–1995 studiował w Instytucie Sztuki Uniwersytetu Śląskiego w Katowicach, Filia w Cieszynie, uzyskując dyplom z zakresu rzeźby pracowni prof. Jerzego Fobera. Od 1997 roku związany jest z Uniwersytetem Artystycznym w Poznaniu, w którym od 2011 roku jest profesorem zwyczajnym (Wydział Rzeźby i Działań Przestrzennych; Katedra Działań Przestrzennych oraz Wydział Edukacji Artystycznej; Katedra Interdyscyplinarna). Od 2012 zatrudniony również w Akademii Sztuk Pięknych w Katowicach, gdzie prowadzi Pracownię Działań Przestrzennych.
Artysta znany jest z instalacji, które tworzy przy użyciu sznurka, wełny, światła UV. Jak pisze autor "Konstruowanie i dekonstruowanie instalacji jest dla mnie nie mniej ważne od efektu. To fizyczny kontakt z przestrzenią, rodzaj podróży, podczas której pokonuję kilometry, by uzyskać, utkać formę. Podróż ta jest jak rytmiczne oddychanie, zaś przestrzeń, w której realizuję prace traktuję jak rodzaj naczynia, wypełnianego treścią, co stanowi alchemiczny rys w mojej działalności". Oprócz efemerycznych działań w galeriach zrealizował kilka rzeźb w przestrzeniach otwartych: w Londynie, Bielsku-Białej i w Poznaniu. 
Odbył artystyczną podróż dookoła świata (czerwiec 2007 – czerwiec 2008) od Ameryki Południowej, poprzez Australię i Oceanię po Azję pod hasłem "Rok Wędrującego Życia", podczas której odwiedził 23 kraje i zrealizował wiele działań artystycznych. Dla Sławomira Brzoski zarówno proces twórczy jak i powstające instalacje odnoszą się do podróży.
Zrealizował ponad 180 wystaw indywidualnych i zbiorowych w kraju i na świecie, m.in. w Niemczech, Szwajcarii, Francji, Hiszpanii, Szwecji, Anglii, Walii, Słowacji, Bułgarii, Estonii, Węgrzech, Jugosławii, Japonii i Kanadzie oraz wiele performances i akcji podczas licznych podróży: w Papui Zachodniej, Etiopii, Jordanii, Omanie, Izraelu, Chinach, Mauretanii, Indiach, Nepalu, Turcji, Japonii, Rosji, Tybecie, Grecji, Austrii, Hiszpanii, Korsyce, Szwajcarii. 
Autor kilku książek, m.in. 2-tomowej publikacji pt. "Rok wędrującego życia" t. 1, t. 2 oraz "Gdy Droga staje się formą. Szkice w podróży 2002-2020".
Jego prace znajdują się w zbiorach Lulea Kommun w Lulea (Szwecja), Galerii Maison 44 w Bazylei (Szwajcaria), Jeerwood Sculpture Collection w Londynie (Anglia), Open Structure Art Society w Budapeszcie (Węgry), Považskiej Galerii Umenia w Žilinie (Słowacja), Muzeum Sztuki Multimedialnej w Odzaci (Serbia), Zachęcie Sztuki Współczesnej w Szczecinie, Kolekcji Wielkopolskiego Towarzystwa Sztuk Pięknych, Kolekcji Znaki Czasu w Katowicach, Muzeum Górnośląskim w Bytomiu, Galerii Wieża Ciśnień w Koninie, Bibliotece Sztuki Uniwersytetu Zielonogórskiego w Zielonej Górze, Galerii AT w Poznaniu, Muzeum Okręgowym w Bydgoszczy oraz zbiorach prywatnych w kraju i za granicą.